# 田靓
田靓（1986年2月4日—），黑龙江漠河人，中国女子赛艇运动员。她曾代表中国参加2007年世界赛艇锦标赛，获得女子双人双桨金牌。她也曾参加2008年和2012年夏季奥林匹克运动会。